# Vincenz von Pompei

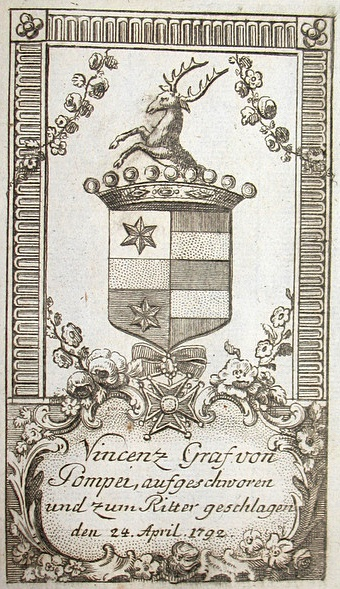
Wappen als St. Georgsritter, 1792

Vincenz Graf von Pompei (* 23. Juli 1763 in Verona; † 4. Dezember 1849 ebenda) war ein königlich bayerischer Offizier, zuletzt im Rang eines Generalmajors, und Kämmerer. Er war ab 1806 Träger des Militär-Max-Joseph-Ordens.

## Leben
Vincenz Graf von Pompei war der Sohn des Grafen Pompeo Pompei und dessen Frau Franziska, eine geborene Gräfin von Rambaldi. Am 14. November 1780 wurde Pompei zum Leutnant im 7. Infanterie-Regiment „Holnstein“ ernannt, am 4. Mai 1787 zum Stabskapitän und am 5. März 1795 zum Major im 2. Grenadier-Regiment „Kurprinz“ befördert.
Während des zweiten Koalitionskrieges gegen Frankreich war Major Pompei Kommandeur eines kurpfalz-bayerischen Feldbataillons im 11. Füsilier-Regiment und unterstand als englische Subsidientruppe dem Oberbefehl von Oberst Carl Philipp von Wrede. Während des Feldzuges fand er wiederholt Gelegenheit sich auszuzeichnen. In der Schlacht bei Meßkirch (5. Mai 1800) konnte Pompei mit seiner Einheit erfolgreich den Rückzug der österreichischen Truppen über die Donau decken. Im folgenden Gefecht bei Memmingen (10. Mai 1800) wurde Pompei verwundet. Generalmajor von Wrede berichtet an den Kurfürsten, dass Pompei sich besonders hervorgetan hatte und schlug ihn zur Beförderung zum Oberstleutnant vor. Diese erfolgte am 26. Mai 1800 mit gleichzeitiger Ernennung zum  Kommandeur des Grenadier-Bataillons. Mit Armeebefehl vom 14. Januar 1805 erhielt der Oberstleutnant des 2. Linieninfanterie-Regiments Kurprinz Vincenz Graf von Pompei, für seine mit Auszeichnung geleisteten Dienste im Feldzug von 1800, das Kurpfalz-bayerische Militär-Ehrenzeichen.
Im Feldzug von 1805 gegen Österreich gelang Pompei mit seinem Bataillon die Einnahme von Mittenwald (18. Oktober 1805), wobei Vorräte und die Kompaniekasse erbeutet werden konnten. Er war auch in der folgenden Schlacht am Bodenbühl (1. November 1805) und am Gefecht beim Strubpass (2. November 1805) beteiligt. Für seine Leistungen in Tirol wurde Pompei im Armeebefehl vom 22. November 1805 namentlich belobigt, nachdem er bereits am 22. Oktober 1805 zum Oberst des 12. Linieninfanterie-Regiments „Löwenstein“ befördert wurde. Im Gefecht bei Iglau (5. Dezember 1805) konnte er mit seinem Regiment die Angriffe der österreichischen Kavallerie abwehren, wobei er erneut verwundet wurde. Im Armeebefehl vom 11. Januar 1806 wurde Oberst Pompei wiederholt belobigend erwähnt. Am 1. März 1806 erhielt er das Ritterkreuz des Militär-Max-Joseph-Ordens und mit Armeebefehl vom 13. März 1806 das Offizierskreuz der französischen Ehrenlegion.
Im Mai 1806 wurde Pompei zum neuaufgestellten 14. Linieninfanterie-Regiment versetzt, erbat aber seine Verabschiedung, die er mit Allerhöchster Entschließung vom 11. Januar 1807 erhielt. Am 3. Februar 1807 wurde er als Generalmajor charakterisiert und ihm nachträglich am 2. März 1808 eine Oberstenpension bewilligt. Vincenz Graf von Pompei, der auch Mitglied des Ritterordens vom Heiligen Georg und königlicher Kämmerer war, erhielt noch 1844 das Ehrenkreuz des Ludwigsordens. Er starb am 4. Dezember 1849, im Alter von 86 Jahren, in seiner Geburtsstadt Verona.